# ۵-دکین
۵-دکین (به انگلیسی: 5-Decyne) با فرمول شیمیایی C10H18 یک ترکیب شیمیایی با شناسه پاب‌کم 
۱۶۰۳۰ است؛ که جرم مولی آن ۱۳۸٫۲۵۴ گرم بر مول می‌باشد.